# Gondar

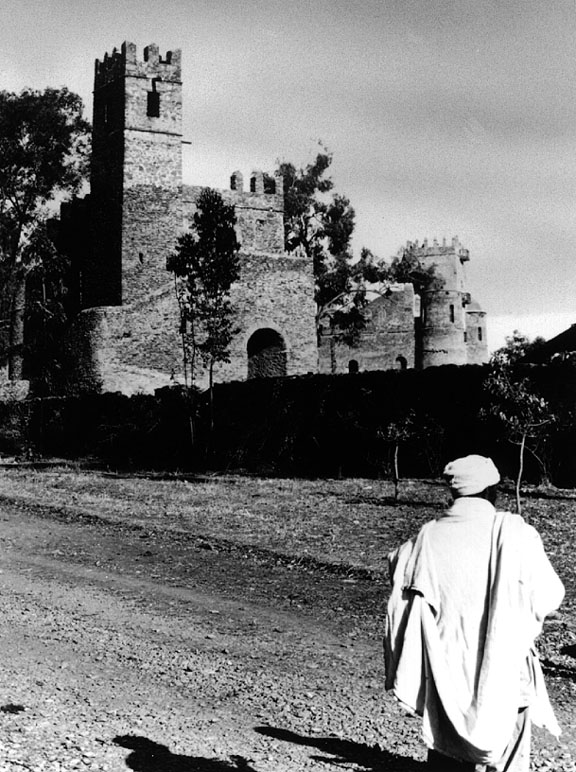
Castell de l'Emperador Joan I (1667 - 1682).

Gondar o Gonder (Gue'ez: ጎንደር Gōnder, abans ጐንደር Gʷandar, pronunciació moderna Gondar) era l'antiga capital imperial d'Etiòpia i de la província històrica de Begemder. Per aquesta raó l'antiga província de Begemder és anomenada freqüentment Gondar. Està situada avui dia a la zona del Simien Gondar de la regió Amhara; Gondar és al nord del llac Tana al riu Angereb i al sud-oest de les muntanyes Simen. La longitud i latitud en la qual hi ha situada la ciutat és de 12° 36′ N, 37° 28′ E / 12.600°N,37.467°E. Segons les dades del Centre d'Estadística d'Etiòpia de l'any 2005, El districte o woreda de Gondar té una població de 194.773 (any 2005) dels quals 97.625 són homes i 97.148 dones. Té una superfície de 40,27 quilòmetres quadrats, i una densitat de població de 836,70 habitants per km². El cens de 1994 indicava que la ciutat tenia aleshores una població de 112.249 habitants.

## Història
Fins al segle xvi, els emperadors d'Etiòpia no vivien en una ciutat o capital administrativa. L'emperador i la seva cort vivien en tendes en campaments reials temporals i es movien per tot el regne amb la família reial, guàrdia reial, cortesans i servei, depenent per al seu abastament del gra de les poblacions limítrofes i de la llenya dels boscos. L'única excepció va ser el regnat de l'emperador Zara Yaqub que fundaria la ciutat de Debre Berhan l'any 1456, en veure una llum misteriosa al cel.
L'emperador Minas l'any 1559, és el primer dels reis d'Etiòpia que comença a passar l'estació de les pluges a prop del llac Tana, tornant una vegada i una altra cada temporada al mateix lloc, que va acabar transformant-se en una ciutat florent. Els campaments temporals també es van desenvolupar, convertint-se en poc temps en ciutats com Emfraz, Ayba, Gorgora, i Dankaz.
Gondar fou fundada per l'emperador Alam Sagad o Fasilides l'any 1635; es desenvoluparia com una ciutat mercat i centre agrícola. Hi havia una superstició que afirmava en aquella època que el nom de la capital havia de començar amb la síl·laba 'Ga' (que en pronunciació moderna és 'Ge'; Gonder originalment es cridava Gandar), això mateix també va contribuir al desenvolupament de Gorgora (fundada com Gargara), en els segles posteriors al 1600. La tradició també afirma que un búfal va portar a l'emperador Fasilides fins a un estany a prop del qual vivia un vell eremita ancià i venerable que li va dir a l'emperador que havia de construir la seva capital en aquest lloc. Fasilides va fer que s'omplís l'estany i sobre ell va construir el seu castell. L'emperador també va construir un total de set esglésies; les dues primeres, Fit Mikael i Fit Abbo, van ser construïdes per agrair el final d'epidèmies locals. Els següents cinc emperadors també van construir els seus palaus a la ciutat.
L'any 1668, com a resultat d'un consell eclesiàstic, l'emperador Yohannes I va ordenar que els habitants de Gondar fossin separats en dos barris segons la seva religió. Això va provocar que els musulmans s'establissin al seu propi barri, Islamge (Gue'ez: እስላምጌ "Lloc de l'Islam, " o "País de l'Islam ") o Islam Bet (እስላም ቤት "Casa de l'Islam, "), en els dos anys següents.
Durant el segle disset, la població de la ciutat s'estimava en més de 60.000 habitants i va ser la segona ciutat més gran del món per població. L'any 1678, el bisbe Hovannes d'Armènia que visitava la ciutat va dir d'aquesta que "era dues vegades més gran que Istanbul ". Molts dels edificis d'aquest període encara existeixen, malgrat que el segle divuit va ser una època de lluites i desordres civils i la ciutat va iniciar la seva decadència.
La ciutat va ser la capital d'Etiòpia fins que l'Emperador Tewodros II o Teodor II va traslladar la capital imperial a Magadala (després de despoblar la ciutat per la força i de destruir una gran part de les seves infraestructures), després de ser coronat emperador el 1855. Abdallahi Ibn Muhammad va saquejar Gondar quan va envair Etiòpia el 1887. Gondar es va desenvolupar sota l'ocupació italiana; durant la Segona Guerra Mundial, Les forces Italianes es van replegar i van defensar a Gondar el novembre de 1941 després de la caiguda en poder de les forces del britàniques de la ciutat d'Addis Abeba. Finalment va caure en mans dels britànics.
Gondar va ser capturada el març de 1991 per les forces del Front Democràtic Revolucionari Popular Etíop en l'anomenada "Operació Tewodros, en la part final de la Guerra Civil Etiòpica.

## Patrimoni de la Humanitat

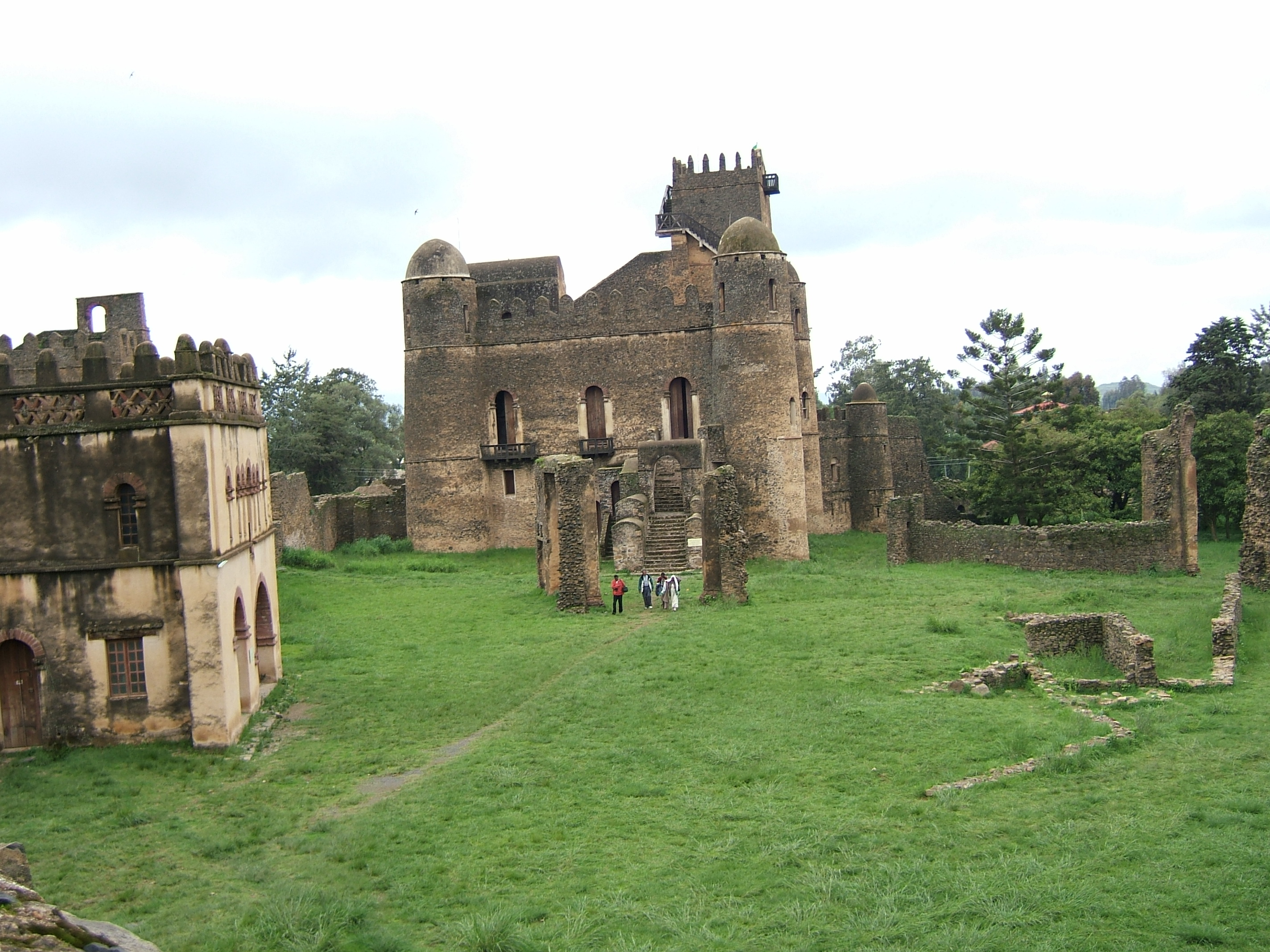
Palau de Fasilides o Fasil Ghebi, patrimoni de la Humanitat des de 1979

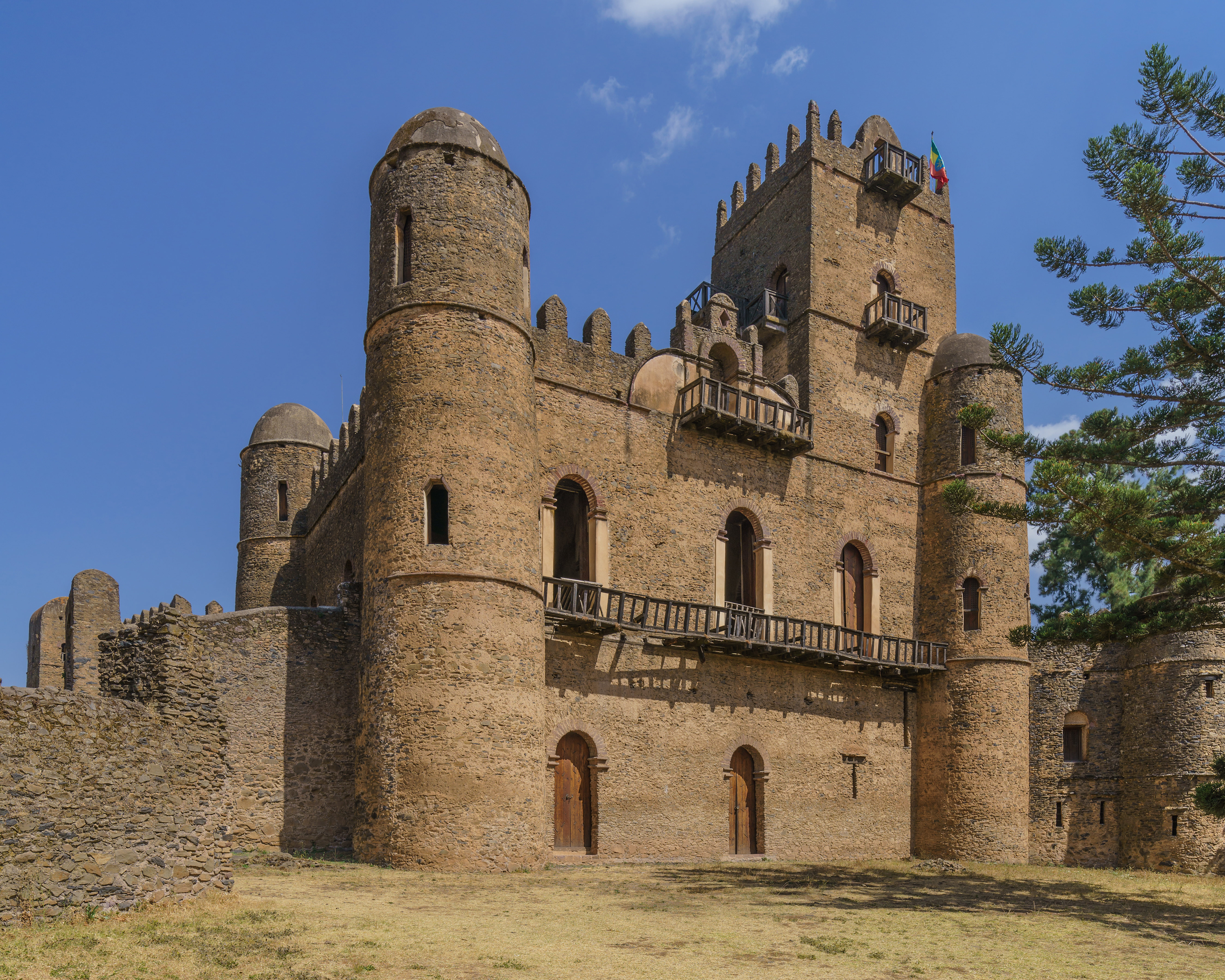
Castell de Fasilides.

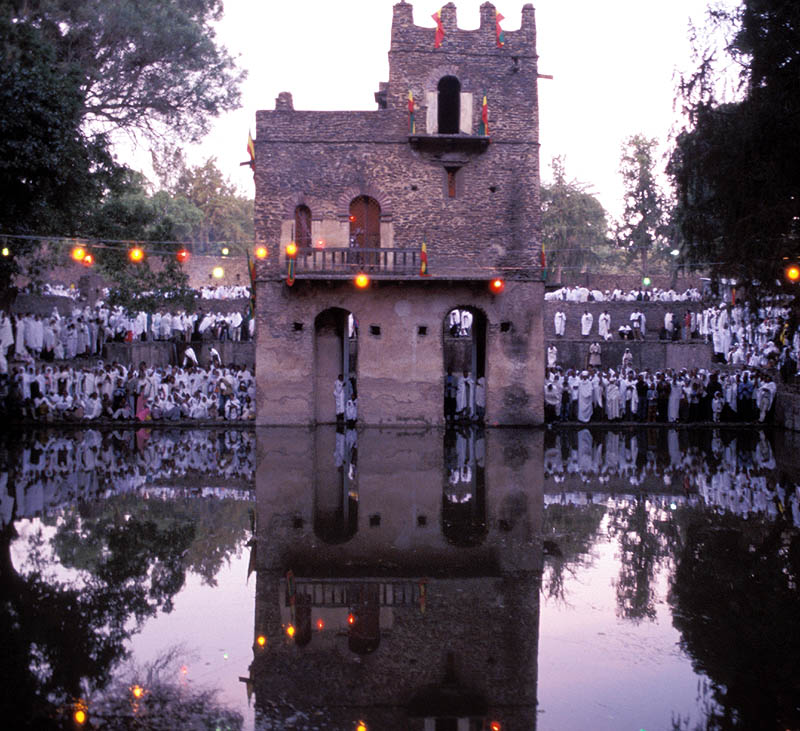
Gentada reunida als banys de Fasilides de Gondar per celebrar el Timket - l'Epifania de l'Església Ortodoxa Tewahedo d'Etiòpia.

El 1979, la ciutadella de Fasil Ghebi, recinte real emmurallat del Segle xvii des del qual els emperadors d'Etiòpia van regnar sobre tot l'imperi, va ser declarada Patrimoni de la Humanitat per la UNESCO junt amb altres monuments de la ciutat i els seus voltants. Fasil Ghebi és un exemple únic d'un estil particular d'arquitectura, anomenat "estil de Gondar", en el qual, sobre una base local àrab s'han integrat les influències de l'estil barroc europeu, introduït pels missioners portuguesos, i les tècniques arquitectòniques índies de la cocció de la calç, aportades pels mestres constructors arribats de Goa.
El recinte real de Fasil Ghebi està envoltat per una muralla de nou-cents metres de longitud amb dotze portes i dos ponts. En el seu interior s'agrupen diversos edificis històrics: 
- el castell de Fasilides, edifici de base rectangular flanquejat a les cantonades per quatre torrasses rodones rematades per petites cúpules, que constitueix l'obra cimera de l'estil de Gondar
- el castell de l'emperador Iyasu, l'edifici més alt de Gondar, construït entre 1682 i 1706
- la cancelleria i la biblioteca de Tzadich Yohannes, dos pavellons annexos al castell de Fasilides
- el saló de banquets
- la tomba del cavall del rei Fasilides
- tres esglésies, entre les quals destaca la capella de San Antonio, amb belles pintures murals
- quadres

A més de Fasil Ghebi, també s'han inclòs com a Patrimoni de la Humanitat:
- l'abadia de Debre Berhan Selassie, amb la seva església circular decorada amb pintures, a 1200 m al nord-est de Fasil Ghebi
- els banys de Fasilides, un palau de diversos pisos en un estany dins d'un extens terreny d'esbarjo, on anualment se celebra la cerimònia de benedicció del bany, a 1500 m al nord-oest
- l'església de Kuddus Yohannes, a 1500 m a l'oest
- el complex de Qusquam, construït per l'Emperadriu Mentuab el segle xviii, a 3000 m al nord-oest, que inclou una església rodona i el palau de Mentuab, construït entre 1730 i 1755, que recorda al Renaixement europeu
- el monestir de Mariam Ghemb, anomenat Socinios
- el palau de Guzara

Malgrat el terratrèmol de 1704, de la guerra civil del segle xix, de la decadència de la ciutat en perdre la capitalitat de l'imperi, i d'algunes desafortunades reconstruccions realitzades pels italians durant la Segona Guerra Mundial, l'estat de conservació dels edificis és bastant bo.

## Altres punts d'interès

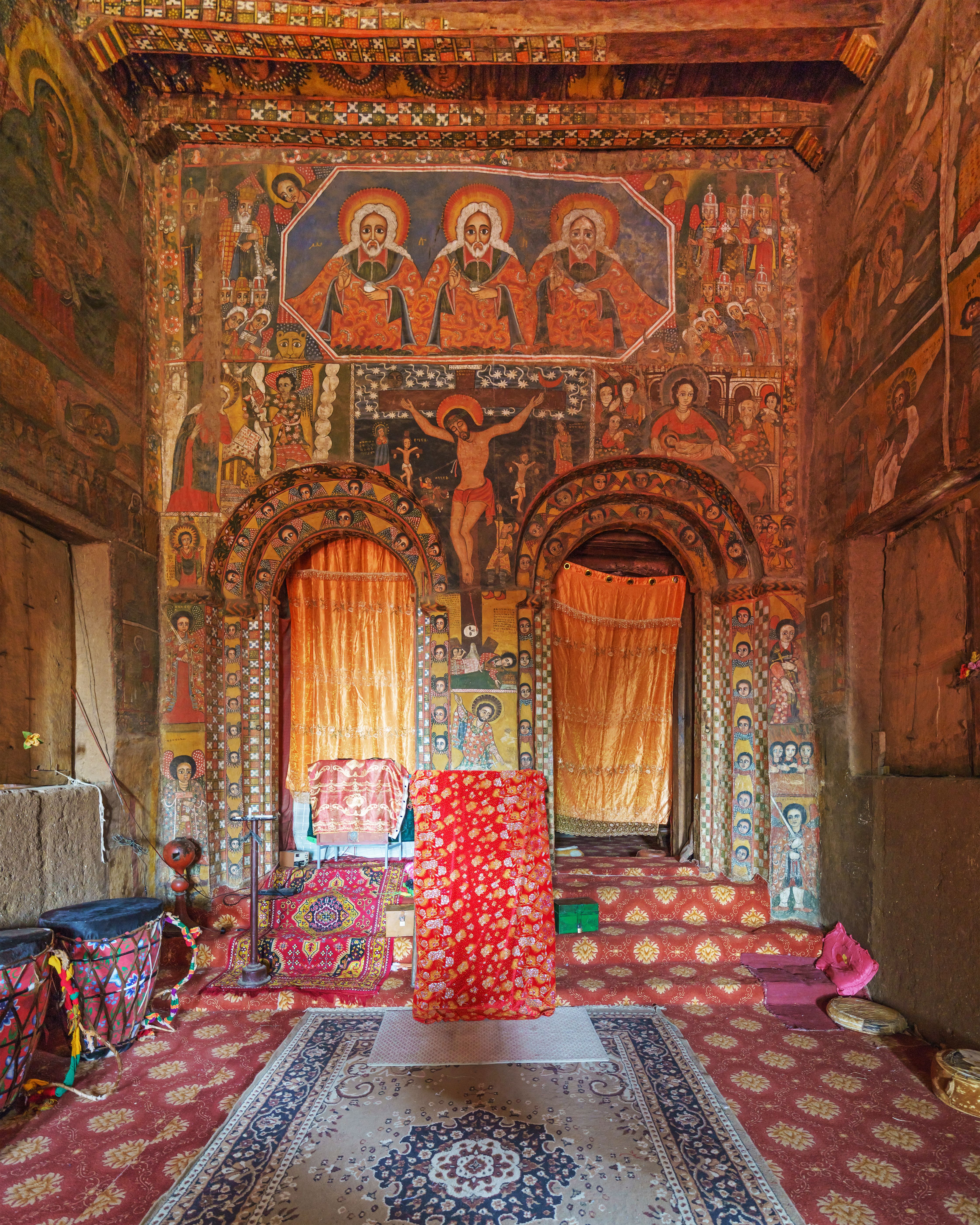
Pintures a l'església de Debre Berhan Selassie.

La moderna ciutat de Gondar és una atracció turística popular per les seves moltes ruïnes pintoresques dins del Recinte Reial de Fasil Ghebi; Gondar també és coneguda com a centre d'ensenyament eclesiàstic de l'Església Ortodoxa Tewahedo d'Etiòpia.
També es pot destacar el Palau de Ras Mikael Sehul.
La part baixa de la ciutat de Gondar mostra en la seva arquitectura la influència de l'ocupació italiana de finals dels anys 30. La plaça principal en la qual hi ha botigues, un cinema i altres edificacions públiques d'un estil simple italià modern és clarament distintiva malgrat construccions posteriors i l'abandonament en el qual ha caigut. La viles i els edificis d'apartaments en un barri adjacent, que en el seu dia van donar empara als oficials italians de l'ocupació també són un punt d'interès.
La ciutat té l'aeroport d'Azezo (codi OACI HAGN, Iatacodi IATA, GDQ), i la Universitat de Gondar en la qual es troba la principal facultat de medicina d'Etiòpia.